# کیوکا سوزوکی
کیوکا سوزوکی (انگلیسی: Kyōka Suzuki؛ زادهٔ ۳۱ مهٔ ۱۹۶۸) هنرپیشه اهل ژاپن است.

## گزیده فیلم‌شناسی

### فیلم
- گودزیلا در برابر بیولانته (۱۹۸۹)
- یاماتو (۲۰۰۵)
- سامورایی کماندو: مأموریت ۱۵۴۹ (۲۰۰۵)
- راه‌های فرعی (۲۰۰۹)
- شکست‌ناپذیر (۲۰۰۹)
- گل‌ها (۲۰۱۰)
- کنفرانس کیوسو (۲۰۱۳) – اوایچی

### مجموعه تلویزیونی
- آئویی توکوگاوا ساندای (۲۰۰۰) – هوسوکاوا تاما
- سانادا مارو (۲۰۱۶) – کودای این